# نيل دراكمان
نيل دراكمان (بالإنجليزية: Neil Druckmann)‏ مواليد 5 ديسمبر 1978 في إسرائيل، هو كاتب ومخرج إبداعي ومبرمج ألعاب فيديو أمريكي. يعمل في استوديو نوتي دوغ المطور لسلسلة أنشارتد.

## الألعاب
- أنشارتد: دريك فورتشن
- ذا لاست أوف أس
- أنشارتد 2: أمونغ ثيفز
- ذا لاست أوف أس: ليفت بيهايند
- أنشارتد 4:نهاية لص
- ذا لاست أوف أس: الجزء الثاني
- إنترجلاكتيك: ذا هيرتيك بروفيت

## روابط خارجية
- نيل دراكمان على موقع IMDb (الإنجليزية)
- نيل دراكمان على موقع ميتاكريتيك (الإنجليزية)
- نيل دراكمان على موقع روتن توميتوز (الإنجليزية)
- نيل دراكمان على موقع ألو سيني (الفرنسية)
- نيل دراكمان على موقع ديسكوغز (الإنجليزية)
- نيل دراكمان على موقع قاعدة بيانات الفيلم (الإنجليزية)
- نيل دراكمان على موقع كينوبويسك (الروسية)